# باري نيومان
باري نيومان (بالإنجليزية: Barry Newman)‏ (و. 1930 – م) هو ممثل، وممثل تلفزيوني، من الولايات المتحدة الأمريكية، ولد في بوسطن.

## وصلات خارجية
- باري نيومان على موقع IMDb (الإنجليزية)
- باري نيومان على موقع روتن توميتوز (الإنجليزية)
- باري نيومان على موقع ألو سيني (الفرنسية)
- باري نيومان على موقع أول موفي (الإنجليزية)
- باري نيومان على موقع قاعدة بيانات برودواي على الإنترنت (الإنجليزية)
- باري نيومان على موقع قاعدة بيانات الأفلام السويدية (السويدية)
- باري نيومان على موقع إن إن دي بي (الإنجليزية)
- باري نيومان على موقع ديسكوغز (الإنجليزية)
- باري نيومان على موقع قاعدة بيانات الفيلم (الإنجليزية)
- باري نيومان على موقع كينوبويسك (الروسية)